# Drewnica (stacja kolejowa)
Drewnica – stacja kolejowa, na nieistniejącej już linii Mareckiej Kolei Dojazdowej.